# Gran Lago Almaty
El Gran Lago Almaty es un embalse alpino natural. Se encuentra en las montañas Trans-Ili Alatau, a 15 kilómetros al sur del centro de Almaty en Kazajstán. El lago se encuentra a 2511 metros sobre el nivel del mar.

## Características
La cuenca del lago es de origen tectónico, de forma compleja y con una pendiente general hacia el norte. El lago tiene una longitud de 1,6 km y una anchura de 0,75 a 1 km. La costa tiene 3 km, la profundidad es de 30 a 40 m y el volumen de la masa de agua es de unos 14 millones de m³. El nivel máximo del agua se alcanza en agosto y el mínimo en febrero. Las oscilaciones del nivel alcanzan los 20 m. La orilla del lago es abrupta y escarpada.
Desde el sur, el lago desemboca en el río Almaty y forma parte del Parque Nacional Ile-Alatau.

## Descripción
Como la gran mayoría de los lagos de las montañas de Tien Shan, este lago se formó como resultado de una serie de terremotos. Sobre el lago se alzan los tres picos principales que se pueden ver desde el extremo norte de la presa: el pico de los Consejos (4317 m), al sureste, el pico Ozerny (4110 m), al sur y el pico Turist (3954 m), al suroeste del lago.
El Gran Lago Almaty se encuentra a una altitud de 2511 m en la parte superior del cañón de Almaty. El río Almaty lo atraviesa y se encuentra a 2511 m sobre el nivel del mar. Hay tres picos: Sovetov (4317 m), Ozyorny (4110 m) y Turist (3954 m) que rodean el lago y que se pueden ver desde el extremo norte de la presa.
El lago está formado por agua glacial y tiene 1,6 km de largo, 1 km de ancho y aproximadamente 40 m de profundidad. Turist, una pirámide de 3.681 m de altura, es la cima del pico Bolshoi Almaty y es visible desde el centro de la ciudad. El Observatorio Astronómico de Tien Shan, con forma de cúpula, se encuentra más arriba sobre el cáliz del lago (que está abierto al público e incluye alojamiento turístico). La ubicación a gran altitud del lago mantiene la zona a temperaturas frescas durante todo el año. Dependiendo de la época del año, el lago cambia su color de verde claro a azul turquesa.
Desde diciembre de 2012, el lago pasó a formar parte de los límites administrativos de la ciudad de Almaty.

## Turismo
El lago es una fuente importante de agua potable para la región. Se puede acceder al lago en coche (aproximadamente a 1 hora en coche desde el centro de la ciudad), en bicicleta o haciendo senderismo (aproximadamente medio día de viaje). El lago se encuentra a 15 km de la ciudad. Para acceder al lago es necesario abonar una tarifa de entrada al parque nacional (unos 450 tenge kazajos en octubre de 2019). La temperatura media del agua del lago es de 8-10 °C y está prohibido nadar, ya que el lago es la principal fuente de agua potable de Almaty.